# Genoa 1893 1975-1976
Questa voce raccoglie le informazioni riguardanti il Genoa 1893 nelle competizioni ufficiali della stagione 1975-1976.

## Stagione
Tutto si decide nell'ultimo atto del campionato il 20 giugno 1976, quando a Marassi il Genoa batte il Modena (3-0) e sale in Serie A con Catanzaro e Foggia, tutte e tre con 45 punti. Erano tre delle favorite ma quanta fatica, Varese e Brescia fino all'ultimo hanno lottato per sorprenderle. Retrocedono in Serie C il Piacenza, il Brindisi e la Reggiana. Nel Genoa di Luigi Simoni si conferma il giovane attaccante ligure Roberto Pruzzo autore di 20 reti, di cui 18 in campionato e 2 in Coppa Italia, molto bene anche il suo "gemello" del goal Fabio Bonci con 18 reti, di cui 15 in campionato e 3 in Coppa Italia.

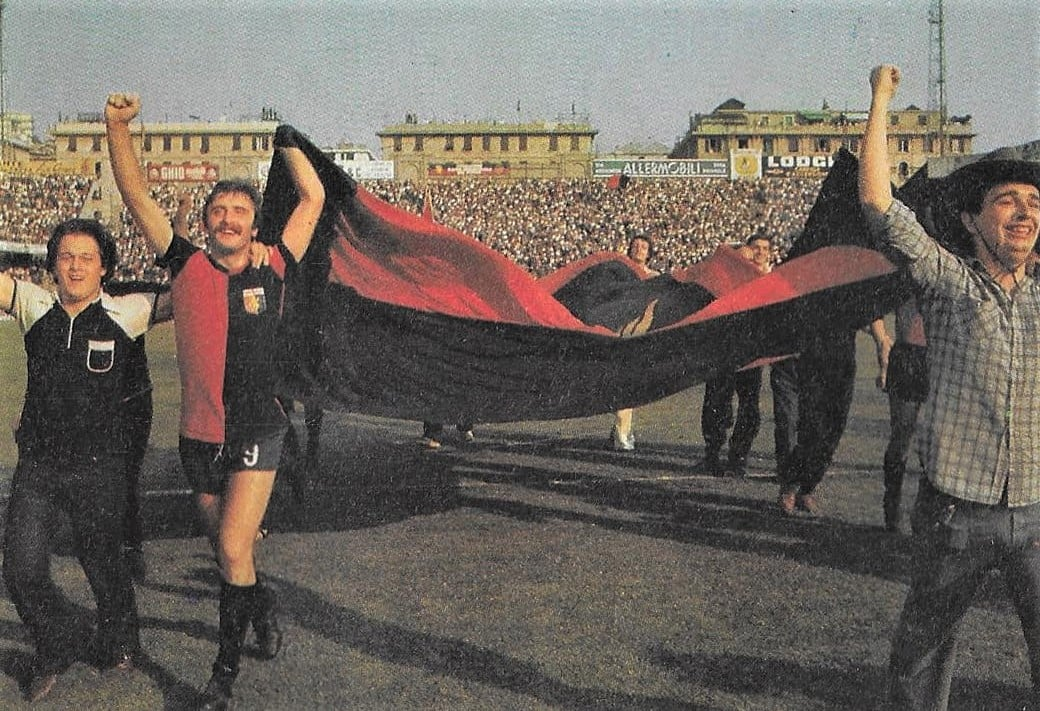
Il centravanti Roberto Pruzzo (secondo da sinistra), capocannoniere del torneo cadetto, festeggia con i tifosi della gradinata Nord la promozione in Serie A dopo la vittoria di Marassi sul (20 giugno 1976).

Nella Coppa Italia il grifone vince il proprio girone di qualificazione disputato a settembre eliminando Como, Bologna, Atalanta e Modena. Nel secondo turno, disputato al termine del campionato, il Genoa arriva quarto e ultimo nel raggruppamento vinto dal Verona, che poi perderà la finale contro il Napoli.

## Divise
La maglia per le partite casalinghe presentava i colori rossoblù.

## Organigramma societario
Area direttiva
- Presidente: Renzo Fossati

Area tecnica
- Allenatore: Luigi Simoni

## Rosa
| N. |                   | Ruolo | Calciatore         |
| -- | ----------------- | ----- | ------------------ |
|    | Italia (bandiera) | C     | Ignazio Arcoleo    |
|    | Italia (bandiera) | A     | Giorgio Bennati    |
|    | Italia (bandiera) | C     | Doriano Bizzaro    |
|    | Italia (bandiera) | A     | Fabio Bonci        |
|    | Italia (bandiera) | D     | Franco Campidonico |
|    | Italia (bandiera) | D     | Fabio Casadei      |
|    | Italia (bandiera) | A     | Giuseppe Casini    |
|    | Italia (bandiera) | C     | Angelo Castronaro  |
|    | Italia (bandiera) | C     | Otello Catania     |
|    | Italia (bandiera) | C     | Loris Ceccato      |
|    | Italia (bandiera) | C     | Silvino Chiappara  |
|    | Italia (bandiera) | D     | Francesco Ciampoli |
|    | Italia (bandiera) | C     | Bruno Conti        |
|    | Italia (bandiera) | C     | Sidio Corradi      |
|    | Italia (bandiera) | C     | Mario Corso        |

| N. |                      | Ruolo | Calciatore          |
| -- | -------------------- | ----- | ------------------- |
|    | Italia (bandiera)    | D     | Eliseo Croci        |
|    | Italia (bandiera)    | P     | Carlo D'Agostino    |
|    | Italia (bandiera)    | D     | Alessandro Favaro   |
|    | Italia (bandiera)    | P     | Sergio Girardi      |
|    | Italia (bandiera)    | P     | Antonio Lonardi     |
|    | Italia (bandiera)    | D     | Antonio Maggioni    |
|    | Italia (bandiera)    | C     | Paolo Mariani       |
|    | Venezuela (bandiera) | C     | Denis Mendoza       |
|    | Italia (bandiera)    | C     | Angelo Molinari     |
|    | Italia (bandiera)    | D     | Pier Giuseppe Mosti |
|    | Italia (bandiera)    | A     | Roberto Pruzzo      |
|    | Italia (bandiera)    | C     | Francesco Rizzo     |
|    | Italia (bandiera)    | D     | Roberto Rosato      |
|    | Italia (bandiera)    | D     | Sergio Rossetti     |
|    | Italia (bandiera)    | C     | Enrico Vella        |

## Calciomercato
| Acquisti | Acquisti           | Acquisti       | Acquisti   |
| R.       | Nome               | da             | Modalità   |
| -------- | ------------------ | -------------- | ---------- |
| P        | Carlo D'Agostino   | Romulea        |            |
| A        | Fabio Bonci        | Genoa          | definitivo |
| C        | Angelo Castronaro  | Sambenedettese | definitivo |
| C        | Otello Catania     | Cesena         | prestito   |
| D        | Francesco Ciampoli | Pescara        | definitivo |
| C        | Bruno Conti        | Roma           | prestito   |
| D        | Eliseo Croci       | SPAL           | definitivo |
| A        | Paolo Mariani      | Trento         | definitivo |

| Cessioni | Cessioni              | Cessioni       | Cessioni   |
| R.       | Nome                  | a              | Modalità   |
| -------- | --------------------- | -------------- | ---------- |
| C        | Franco Bergamaschi    | Milan          | definitivo |
| C        | Giorgio Bittolo       | Cesena         | definitivo |
| D        | Mauro Della Bianchina | Sambenedettese | prestito   |
| D        | Antonio Maggioni      | Avellino       | prestito   |
| A        | Fabio Marchini        | Pescara        | definitivo |
| D        | Pier Giuseppe Mosti   | Pescara        | definitivo |
| D        | Tiziano Mutti         | Avellino       | definitivo |

## Risultati

### Campionato

#### Girone di andata
| Arbitro: | Lazzaroni (Milano) |

|                                       |           |             |
| Castronaro 22’ B. Conti 46’ Bonci 88’ | Marcatori | 20’ Turella |

| Arbitro: | Serafino (Roma) |

|            |           |                |
| Gambin 36’ | Marcatori | 28’ Castronaro |

| Arbitro: | Lops (Torino) |

|                                 |           |  |
| Bonci 65’ (rig.) Castronaro 89’ | Marcatori |  |

| Varese 19 ottobre 1975 4ª giornata | Varese           | 0 – 0 | Genoa | Stadio Franco Ossola\| Arbitro: \| Benedetti (Roma) \| |
| Arbitro:                           | Benedetti (Roma) |       |       |                                                        |

| Arbitro: | Bergamo (Livorno) |

|                      |           |  |
| Pruzzo 67’ Bonci 90’ | Marcatori |  |

| Arbitro: | Agnolin (Bassano del Grappa) |

|                                  |           |                                     |
| Pruzzo 22’, 73’ (rig.) Bonci 90’ | Marcatori | 71’ Francesconi 85’ (rig.) Parlanti |

| Arbitro: | Ciulli (Roma) |

|                                |           |           |
| Spagnolo 34’ (rig.) Ciceri 44’ | Marcatori | 69’ Rizzo |

| Arbitro: | Prati (Parma) |

|                           |           |                       |
| Pruzzo 32’ Bonci 41’, 55’ | Marcatori | 14’ (rig.) Vernacchia |

| Arbitro: | Panzino (Catanzaro) |

|                                   |           |                                  |
| Di Bartolomei 3’ Galuppi 47’, 56’ | Marcatori | 32’ Campidonico 37’ (rig.) Bonci |

| Arbitro: | Terpin (Trieste) |

|                               |           |  |
| Bonci 24’, 86’ Rizzo 40’, 59’ | Marcatori |  |

| Arbitro: | Barbaresco (Cormons) |

|                      |           |             |
| Romanzini 29’ (rig.) | Marcatori | 20’ Arcoleo |

| Arbitro: | Gonella (Torino) |

|  |           |                     |
|  | Marcatori | 87’ (aut.) B. Conti |

| Avellino 21 dicembre 1975 13ª giornata | Avellino           | 0 – 0 | Genoa | Stadio Partenio\| Arbitro: \| Reggiani (Bologna) \| |
| Arbitro:                               | Reggiani (Bologna) |       |       |                                                     |

| Genova 4 gennaio 1976 14ª giornata | Genoa           | 0 – 0 | Ternana | Stadio Luigi Ferraris\| Arbitro: \| Schena (Foggia) \| |
| Arbitro:                           | Schena (Foggia) |       |         |                                                        |

| Arbitro: | Gussoni (Tradate) |

|             |           |            |
| Barbana 67’ | Marcatori | 42’ Pruzzo |

| Arbitro: | Benedetti (Roma) |

|           |           |          |
| Bonci 73’ | Marcatori | 9’ Mutti |

| Arbitro: | Bergamo (Livorno) |

|                      |           |              |
| Marchetti 86’ (rig.) | Marcatori | 83’ B. Conti |

| Arbitro: | Michelotti (Parma) |

|                                         |           |                              |
| Rossetti 11’ Rizzo 34’ Pruzzo Bonci 82’ | Marcatori | 59’ Altobelli 69’ Beccalossi |

| Arbitro: | Menegali (Roma) |

|  |           |                              |
|  | Marcatori | 9’ (aut.) Ragonesi 79’ Bonci |

#### Girone di ritorno
| Arbitro: | Casarin (Milano) |

|  |           |                                 |
|  | Marcatori | 65’ Pruzzo 80’ (aut.) Pirazzini |

| Arbitro: | Mascia (Milano) |

|                      |           |                          |
| Bonci 70’ Pruzzo 71’ | Marcatori | 46’ Gambin 83’ Secondini |

| Arbitro: | Barbaresco (Cormons) |

|           |           |            |
| Paina 54’ | Marcatori | 50’ Pruzzo |

| Arbitro: | Menicucci (Firenze) |

|           |           |                                         |
| Bonci 85’ | Marcatori | 9’, 76’ De Lorentis 32’ (aut.) Ciampoli |

| Arbitro: | Lazzaroni (Milano) |

|              |           |                   |
| Ulivieri 23’ | Marcatori | 34’ (rig.) Pruzzo |

| Arbitro: | Lo Bello (Siracusa) |

|                     |           |  |
| Parlanti 32’ (rig.) | Marcatori |  |

| Arbitro: | Lops (Torino) |

|             |           |             |
| Arcoleo 75’ | Marcatori | 2’ Spagnolo |

| Arbitro: | Reggiani (Bologna) |

|  |           |            |
|  | Marcatori | 5’ Mendoza |

| Arbitro: | Vannucchi (Bologna) |

|                         |           |                         |
| Rizzo 42’ Chiappara 56’ | Marcatori | 17’ Faloppa 58’ Galuppi |

| Arbitro: | Gonella (Torino) |

|                        |           |  |
| F. Chimenti 44’ (rig.) | Marcatori |  |

| Arbitro: | Terpin (Trieste) |

|                                        |           |  |
| Castronaro 19’ B. Conti 24’ Pruzzo 41’ | Marcatori |  |

| Catanzaro 2 maggio 1976 31ª giornata | Catanzaro         | 0 – 0 | Genoa | Stadio Militare\| Arbitro: \| Bergamo (Livorno) \| |
| Arbitro:                             | Bergamo (Livorno) |       |       |                                                    |

| Arbitro: | Mascali (Desenzano del Garda) |

|  |           |              |
|  | Marcatori | 31’ F. Rossi |

| Arbitro: | Benedetti (Roma) |

|  |           |                      |
|  | Marcatori | 20’, 21’, 50’ Pruzzo |

| Arbitro: | Serafino (Roma) |

|           |           |              |
| Pruzzo 5’ | Marcatori | 34’ Ballabio |

| Arbitro: | Barbaresco (Cormons) |

|  |           |                |
|  | Marcatori | 35’, 75’ Rizzo |

| Arbitro: | Michelotti (Parma) |

|                      |           |                      |
| Marchetti 49’ (aut.) | Marcatori | 32’ (aut.) Menichini |

| Arbitro: | Menegali (Roma) |

|               |           |            |
| Altobelli 15’ | Marcatori | 31’ Pruzzo |

| Arbitro: | Ciulli (Roma) |

|                                            |           |  |
| Pruzzo 28’ (rig.) Bonci 58’ P. Mariani 84’ | Marcatori |  |

### Coppa Italia

#### Primo turno
| Genova 27 agosto 1975 1ª giornata | Genoa              | 0 – 0 | Bologna | Stadio Luigi Ferraris\| Arbitro: \| V. Lattanzi (Roma) \| |
| Arbitro:                          | V. Lattanzi (Roma) |       |         |                                                           |

| Arbitro: | Lapi (Firenze) |

|  |           |           |
|  | Marcatori | 89’ Croci |

| Arbitro: | Gonella (Torino) |

|              |           |           |
| Fontolan 77’ | Marcatori | 20’ Bonci |

| Arbitro: | Barboni (Firenze) |

|                                       |           |  |
| Bonci 18’, 45’ Pruzzo 51’, 77’ (rig.) | Marcatori |  |

#### Secondo turno
| Arbitro: | Ciulli (Roma) |

|                |           |  |
| M. Bertini 40’ | Marcatori |  |

| Arbitro: | Mascia (Milano) |

|                     |           |  |
| Mascetti 40’ (rig.) | Marcatori |  |

| Arbitro: | Moretto (San Donà di Piave) |

|  |           |                                          |
|  | Marcatori | 58’, 69’ (rig.) D'Amico 78’ Garlaschelli |

| Arbitro: | Lapi (Firenze) |

|                    |           |                                      |
| Mendoza 73’ (rig.) | Marcatori | 13’ S. Mazzola 36’ Pavone 45’ Oriali |

| Arbitro: | Prati (Parma) |

|           |           |            |
| Rizzo 61’ | Marcatori | 11’ Sirena |

| Arbitro: | Tonolini (Milano) |

|                |           |  |
| Re Cecconi 36’ | Marcatori |  |

## Statistiche

### Statistiche di squadra
| Competizione | Punti | In casa | In casa | In casa | In casa | In casa | In casa | In trasferta | In trasferta | In trasferta | In trasferta | In trasferta | In trasferta | Totale | Totale | Totale | Totale | Totale | Totale | DR  |
| Competizione | Punti | G       | V       | N       | P       | Gf      | Gs      | G            | V            | N            | P            | Gf           | Gs           | G      | V      | N      | P      | Gf     | Gs     | DR  |
| ------------ | ----- | ------- | ------- | ------- | ------- | ------- | ------- | ------------ | ------------ | ------------ | ------------ | ------------ | ------------ | ------ | ------ | ------ | ------ | ------ | ------ | --- |
| Serie B      | 45    | 19      | 9       | 7       | 3       | 37      | 19      | 19           | 5            | 10           | 4            | 20           | 14           | 38     | 14     | 17     | 7      | 57     | 33     | +24 |
| Coppa Italia |       | 5       | 1       | 2       | 2       | 6       | 7       | 5            | 1            | 1            | 3            | 2            | 4            | 10     | 2      | 3      | 5      | 10     | 17     | -7  |
| Totale       |       | 24      | 10      | 9       | 5       | 43      | 26      | 24           | 6            | 11           | 7            | 24           | 24           | 48     | 16     | 20     | 12     | 67     | 50     | +17 |

### Statistiche dei giocatori
| Giocatore      | Serie B  | Serie B | Serie B     | Serie B    | Coppa Italia | Coppa Italia | Coppa Italia | Coppa Italia | Totale   | Totale | Totale      | Totale     |
| Giocatore      | Presenze | Reti    | Ammonizioni | Espulsioni | Presenze     | Reti         | Ammonizioni  | Espulsioni   | Presenze | Reti   | Ammonizioni | Espulsioni |
| -------------- | -------- | ------- | ----------- | ---------- | ------------ | ------------ | ------------ | ------------ | -------- | ------ | ----------- | ---------- |
| I. Arcoleo     | 36       | 2       | ?           | ?          | ?            | ?            | ?            | ?            | 36+      | 2+     | ?           | ?          |
| F. Bonci       | 34       | 15      | ?           | ?          | ?            | ?            | ?            | ?            | 34+      | 15+    | ?           | ?          |
| F. Campidonico | 32       | 1       | ?           | ?          | ?            | ?            | ?            | ?            | 32+      | 1+     | ?           | ?          |
| F. Casadei     | 1        | 0       | ?           | ?          | ?            | ?            | ?            | ?            | 1+       | 0+     | ?           | ?          |
| A. Castronaro  | 36       | 4       | ?           | ?          | ?            | ?            | ?            | ?            | 36+      | 4+     | ?           | ?          |
| O. Catania     | 22       | 0       | ?           | ?          | ?            | ?            | ?            | ?            | 22+      | 0+     | ?           | ?          |
| S. Chiappara   | 8        | 1       | ?           | ?          | ?            | ?            | ?            | ?            | 8+       | 1+     | ?           | ?          |
| F. Ciampoli    | 32       | 0       | ?           | ?          | ?            | ?            | ?            | ?            | 32+      | 0+     | ?           | ?          |
| B. Conti       | 36       | 3       | ?           | ?          | ?            | ?            | ?            | ?            | 36+      | 3+     | ?           | ?          |
| S. Corradi     | 2        | 0       | ?           | ?          | ?            | ?            | ?            | ?            | 2+       | 0+     | ?           | ?          |
| E. Croci       | 24       | 0       | ?           | ?          | ?            | ?            | ?            | ?            | 24+      | 0+     | ?           | ?          |
| S. Girardi     | 38       | -33     | ?           | ?          | ?            | ?            | ?            | ?            | 38+      | -33+   | ?           | ?          |
| A. Lonardi     | 1        | 0       | ?           | ?          | ?            | ?            | ?            | ?            | 1+       | 0+     | ?           | ?          |
| P. Mariani     | 13       | 1       | ?           | ?          | ?            | ?            | ?            | ?            | 13+      | 1+     | ?           | ?          |
| D. Mendoza     | 13       | 1       | ?           | ?          | ?            | ?            | ?            | ?            | 13+      | 1+     | ?           | ?          |
| P. Mosti       | 18       | 0       | ?           | ?          | ?            | ?            | ?            | ?            | 18+      | 0+     | ?           | ?          |
| R. Pruzzo      | 32       | 18      | ?           | ?          | ?            | ?            | ?            | ?            | 32+      | 18+    | ?           | ?          |
| F. Rizzo       | 34       | 7       | ?           | ?          | ?            | ?            | ?            | ?            | 34+      | 7+     | ?           | ?          |
| R. Rosato      | 17       | 0       | ?           | ?          | ?            | ?            | ?            | ?            | 17+      | 0+     | ?           | ?          |
| S. Rossetti    | 22       | 1       | ?           | ?          | ?            | ?            | ?            | ?            | 22+      | 1+     | ?           | ?          |